# Ганка Самоиловска-Цветанова
Ганка Самоиловска-Цветанова (на македонска литературна норма: Ганка Самоиловска-Цветанова) е политик от Северна Македония.

## Биография
Родена е през 1968 година в град Скопие. Известно време работи като доцент във Факултета по музикални изкуства на Скопския университет. След това е директор на Македонската филхармония и председател на УС на фестивала „Охридско лято“. Председателства националната комисия на ЮНЕСКО. В периода 2000-2002 година е министър на културата.